# Towarzystwo Cyncynatów

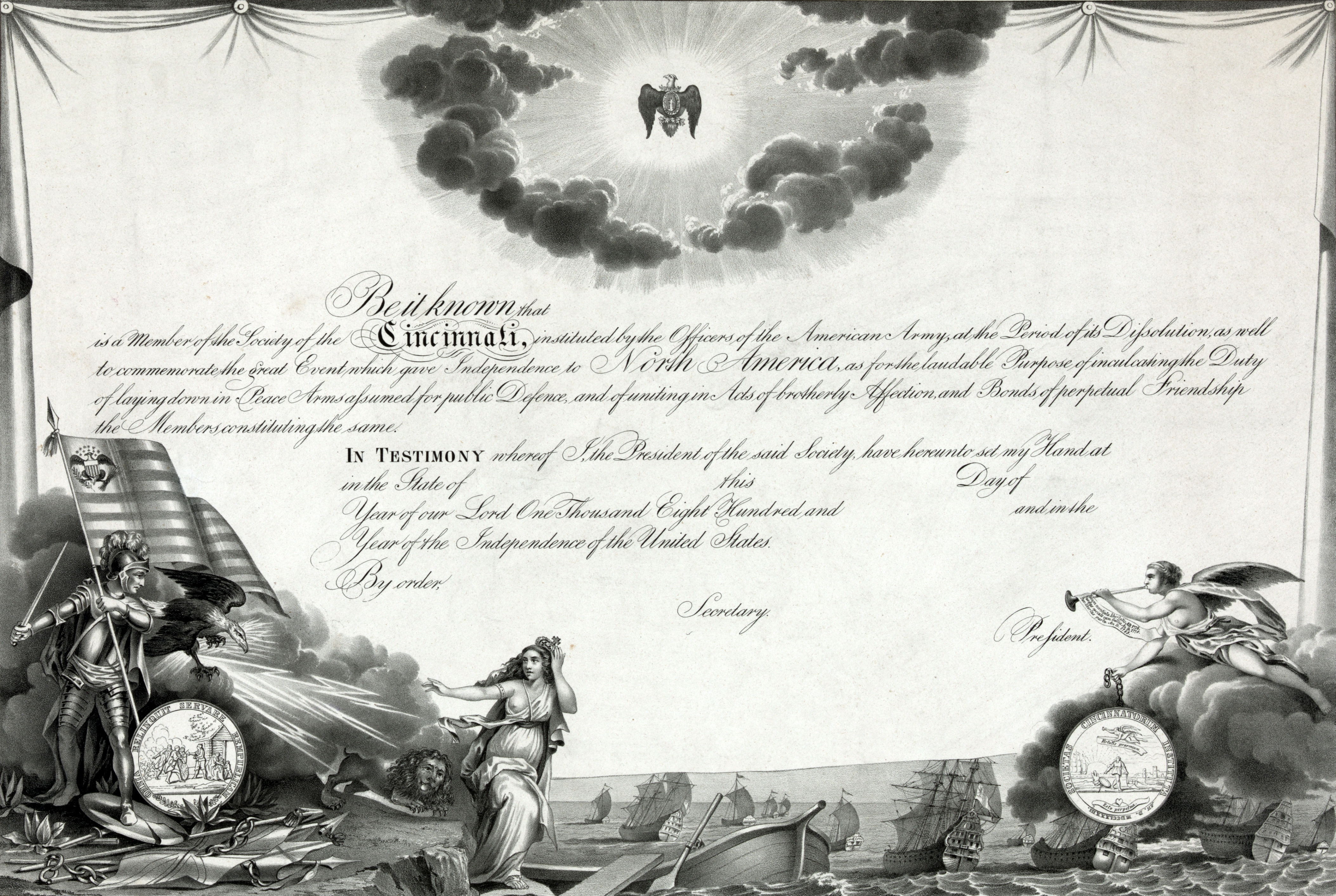
Certyfikat członkowski Society of the Cincinnati

Towarzystwo Cyncynatów (ang. Society of the Cincinnati) – związek utworzony przez kombatantów rewolucji amerykańskiej 13 maja 1783 roku w obozie pod miastem Newburgh, zrzeszający najbardziej zasłużonych oficerów, którzy niczym Rzymianin Cyncynat „wszystko opuścili dla obrony ojczyzny”. Towarzystwo działa do dziś.
Członkostwo zobowiązuje do czczenia pamięci o wojnie niepodległościowej Stanów Zjednoczonych, utrzymywania wzajemnej przyjaźni i pomagania innym członkom Towarzystwa w potrzebie, działania na rzecz braterstwa i wolności.
Członkiem Towarzystwa był m.in. Tadeusz Kościuszko.